# Codice Cellere

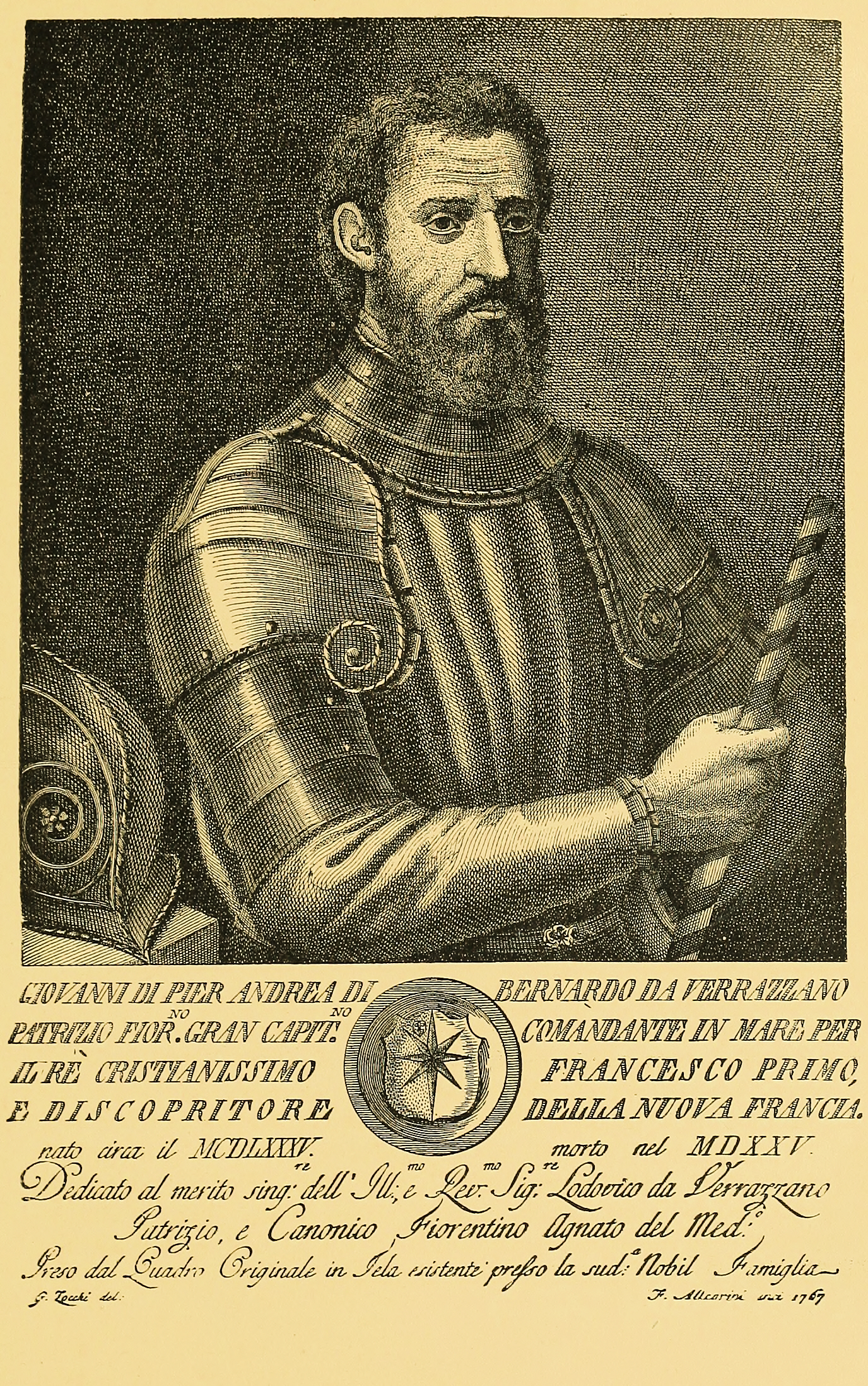
Giovanni da Verrazzano

Il Codice Cellere (ufficialmente, Del Viaggio del Verrazzano Nobile Fiorentino al Servizio di Francesco I, Ri de Francia, fatto nel 1524 all'America Settentrionale, anche Morgan MS. MA. 776) è una delle tre copie superstiti di un manoscritto originariamente creato nel 1524. Questo manoscritto, noto come Lettera a Francesco I, era una lettera inviata da Giovanni da Verrazzano (1481–1528) al re Francesco I di Francia che descriveva la navigazione del primo sulla costa orientale degli Stati Uniti. Verrazzano era un italiano che viveva in Francia, e intraprese il suo viaggio al servizio di Francesco I. Il Re, spinto dalla comunità mercantile francese, incaricò Verrazzano di scoprire se vi fosse un passaggio diretto dall'Atlantico al Catai (antico nome della Cina) e al Giappone. Questi erano importanti partner commerciali, in particolare nelle sete e nelle spezie, per la maggior parte delle nazioni europee.
Il Codice è considerato dagli studiosi la più importante delle tre copie, anche se si discute su quanto peso debba essere dato ad alcuni dettagli che fornisce. In dodici pagine, il Codice descrive come Verrazzano salpò verso ovest da Madera nel dicembre 1523, e in poco più di un mese giunse nella odierna Carolina del Nord. Da lì si diresse a sud, verso la Florida. Questa rotta non era priva di pericoli, poiché la Florida rappresentava il punto settentrionale dell'Impero spagnolo e le navi da guerra spagnole pattugliavano il mare. Verrazzano virò quindi di nuovo verso nord e, costeggiando, passò Virginia, New Jersey e infine New York, dove si ancorò in quello che oggi è il porto di New York. Proseguì quindi a nord intorno al New England, verso Terranova, dove, con le provviste in esaurimento, si diresse verso est. Verrazzano e l'equipaggio tornarono a Dieppe nel luglio 1524. Il Codice descrive il viaggio di Verrazzano in modo molto più dettagliato rispetto alle altre versioni della sua lettera, forse perché originariamente trascritto dal fratello di Verrazzano e poi ulteriormente annotato dallo stesso Giovanni. Fu inviato tramite una serie di lettere ai colleghi di Verrazzano in Francia e poi in Italia, dove rimase poi sconosciuto in una biblioteca viterbese fino ai primi del Novecento. Fino alla sua scoperta c'erano stati dei dubbi sul fatto che Verrazzano avesse mai fatto quel viaggio.

## Sfondo

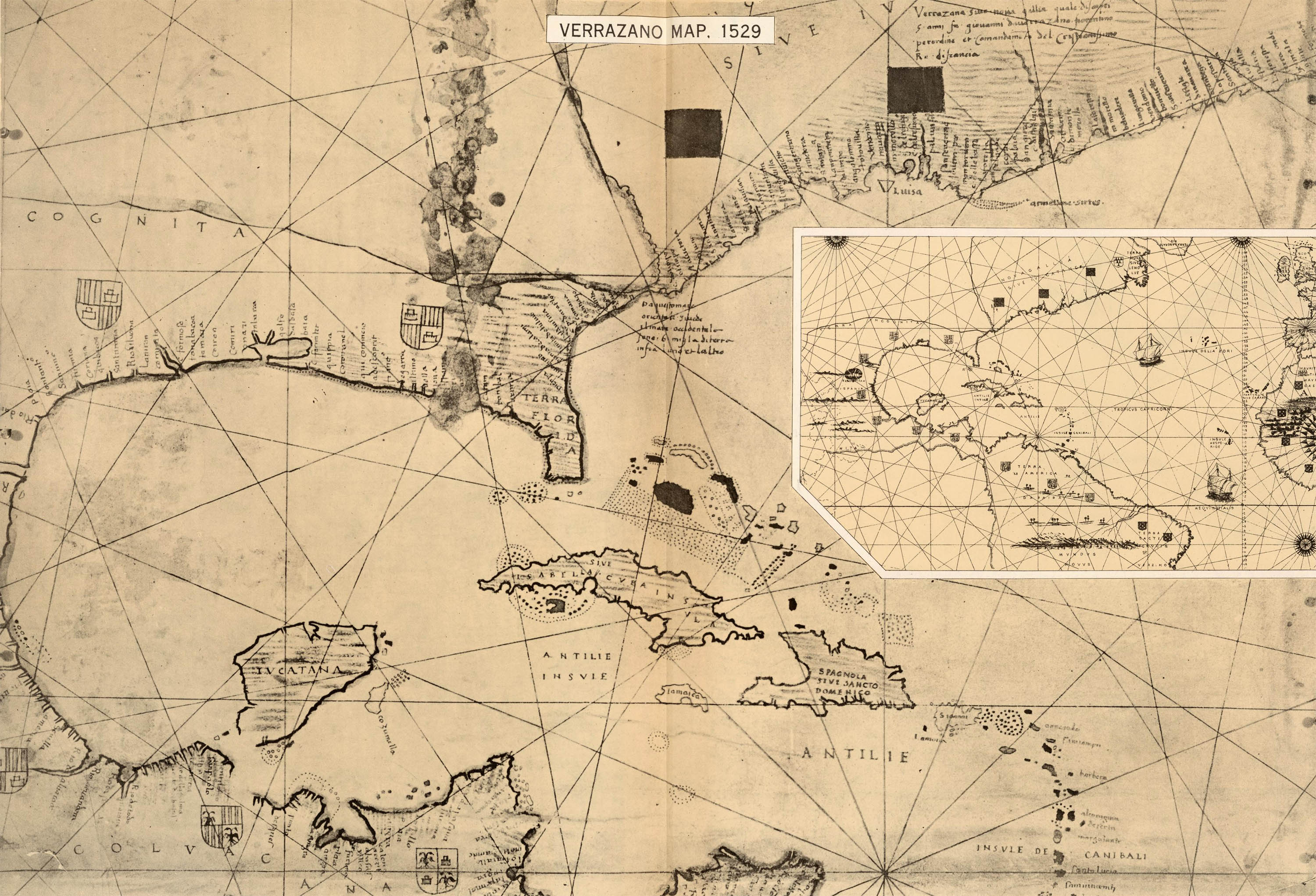
Mappa del 1529 di Girolamo de Verrazzano, relativa al viaggio del fratello Giovanni del 1524 lungo la costa orientale dell'America.

Il connazionale di Verrazzano, Cristoforo Colombo, al servizio dei Re Cattolici, aveva raggiunto il Nuovo Mondo nel 1492, e nel corso dei successivi trent'anni le tre maggiori potenze europee, britannica, portoghese e spagnola, indagarono sul nuovo continente, rivendicando la terra per i rispettivi monarchi quando possibile. Pochi anni dopo Colombo, Giovanni Caboto aveva fatto diversi viaggi a Terranova al servizio del re inglese Enrico VII. Nel settembre del 1522 Sebastiano Elcano fece la prima circumnavigazione del globo, e l'anno successivo il re di Francia, Francesco I, fu convinto a inviare una spedizione. Questa era sotto il comando dell'esploratore e umanista fiorentino Giovanni da Verrazzano che fu incaricato di scoprire un passaggio verso ovest per la Cina, che avrebbe consentito ai commercianti di evitare l'infido stretto di Magellano. Questo era l'obiettivo che Colombo si era inizialmente prefisso di raggiungere oltre 30 anni prima. Lione era il fulcro dell'industria della seta francese, e un passaggio più breve avrebbe protetto e aumentato il suo lucroso commercio con il Catai. Francesco era un sostenitore, anche se nessuna fonte ufficiale sopravvive sulla spedizione: era frustrato dal fatto che Portogallo, Spagna e papato avessero effettivamente diviso il globo tra loro. La Francia aveva una rivalità commerciale particolarmente aspra con il Portogallo, che portò ripetutamente a scontri armati nelle aree in cui i loro interessi reciproci si sovrapponevano, come le coste brasiliane e dell'Africa occidentale. D'altra parte, Francesco voleva l'assistenza del Portogallo nella guerra in Italia. Peraltro, la sua situazione finanziaria sufficientemente precaria per il coinvolgimento di Francesco nelle  guerre italiane lo spinse a una spedizione, a condizione che scoprisse una nuova fonte di ricchezza per la Francia. È stato ipotizzato che anche Verrazzano avesse intenzione di trarre profitto personale dal suo viaggio di scoperta. La comunità mercantile lionese era quasi esclusivamente fiorentina, come Verrazzano, e costituiva una comunità di espatriati. Documenti risalenti al marzo dell'anno precedente suggeriscono che insieme, Verrazzano e questi mercanti, avevano formato un sindacato in fase di pianificazione della spedizione. Questo aveva lo scopo di dividere tra loro sia l'investimento che il profitto del viaggio; sono descritti come tous marchans florentins (francese per "tutti i mercanti fiorentini").
Verrazzano lasciò la Francia, nel dicembre 1523, con una nave fornita e pagata dal Re, una caravella di 100 tonnellate chiamata Le Dauphine. Aveva un equipaggio di 50 uomini, materiale e provviste sufficienti per otto mesi. Verrazzano scelse una rotta attraverso il medio Atlantico, forse consapevole che ormai Lucas Vázquez de Ayllón aveva mappato l'area fino all'estremo nord come 33° 30' e che Juan Ponce de León aveva esteso l'influenza spagnola dal Sud America fino alla Florida. Questa rotta gli assicurava le migliori possibilità di scoprire un passaggio occidentale evitando la flotta spagnola. Dopo quaranta giorni di navigazione raggiunse e sbarcò appena a nord di Cape Fear, vicino a Myrtle Grove Sound, nella Carolina del Nord. Verrazzano chiamò questo nuovo continente "Francesca", in onore del suo Re. Sapeva di non aver raggiunto la Cina, poiché la descrisse come "una nuova terra che non era stata vista prima da nessun uomo, né antico né moderno".

## IlCodice

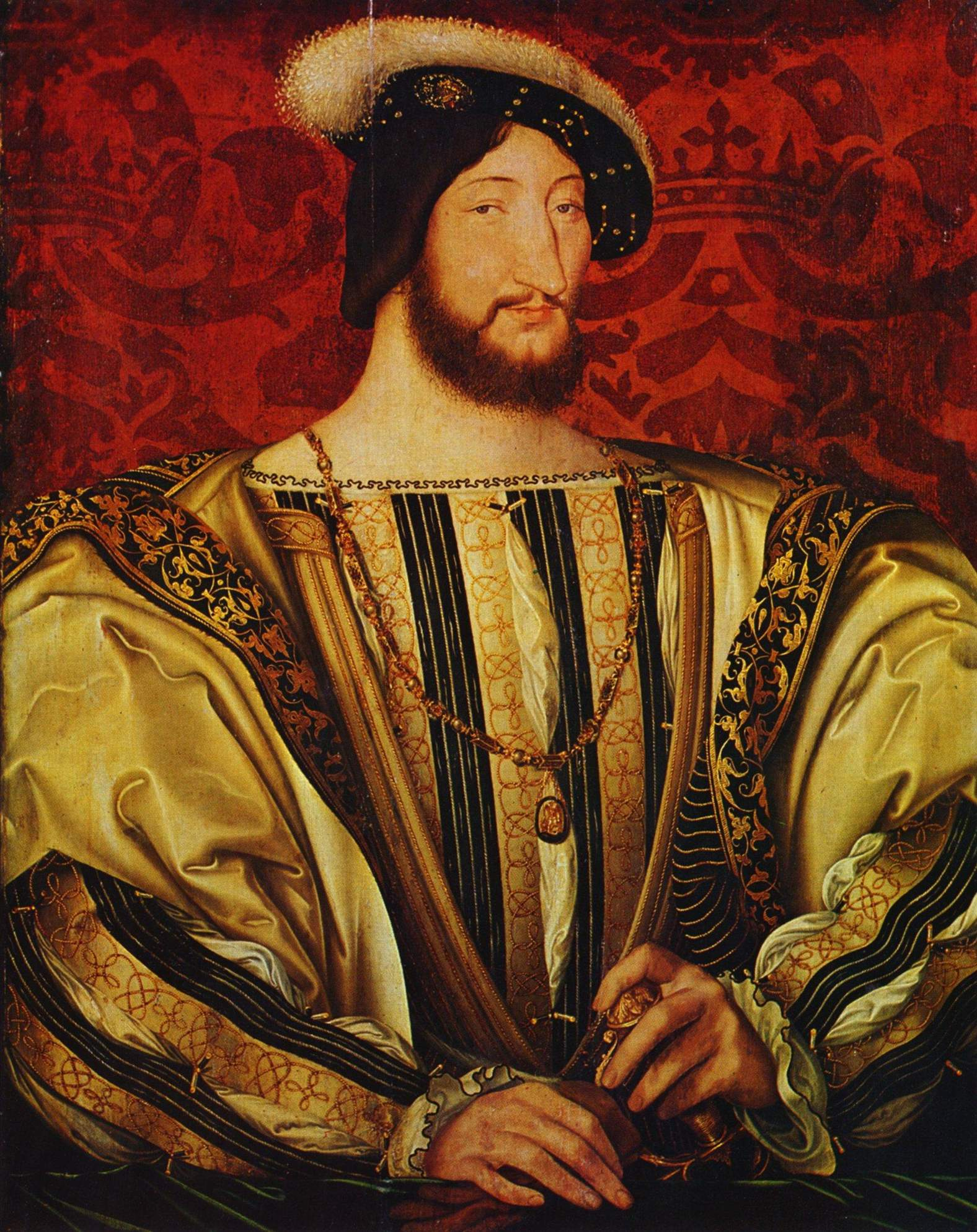
Ritratto del patrono di Verrazzano, Francesco I di Francia (1494–1547), di Jean Clouet, 1530 ca.

### Scoperta
Il Codice Cellere è un manoscritto, attribuito a Giovanni da Verrazzano, trovato nella biblioteca del conte Guido Macci di Cellere nel 1908, da cui prende il nome. Fu scoperto dallo studioso italiano Alessandro Bacchiani nel 1908, che pubblicò un'edizione critica l'anno successivo.
Fu originariamente scritto l'8 luglio 1524 e indirizzato a un socio d'affari di Gerolamo, fratello di Giovanni, Bonacorso Ruscellai. Scritta nel nativo italiano di Verrazzano, la prima bozza fu trascritta, più volte, in francese per il re. Dopo quaranta giorni di navigazione raggiunse e sbarcò appena a nord di Cape Fear. È l'unica tra le copie superstiti ad essere annotata dallo stesso Verrazzano. Queste annotazioni sono considerevoli, ed entrambe espandono il contesto degli eventi descritti dal Codice e forniscono minuzie dettagliate su di essi. È probabile che molte altre versioni della lettera siano state scritte, per comodità, dallo scriba prima della traduzione, anche se sembrano non essere sopravvissute. Il Codice annotato sembra essere stato dato a Leonardo Tedaldi o a Tommaso Sartini, mercanti lionesi, e poi inoltrato a un banchiere romano, Bonacorso Ruscellai, parente di Verrazzano. Nel giro di trent'anni fu in possesso del noto antiquario italiano Paolo Giovi, e alla fine riemerse centinaia di anni dopo nella biblioteca di Cellere.
La versione di Bacchiani fu successivamente tradotta in francese, nel 1933 e di nuovo nel 1946. La traduzione più recente risale al 1956. Il Direttore della Biblioteca Pierpont, Frederick B. Adams, Jr., decise di pubblicare definitivamente il Codice della Biblioteca, completo di trascrizione, traduzione, appendici e note a piè di pagina. Adams nominò il consulente della Biblioteca, Lawrence C. Wroth, per intraprendere il lavoro, e alla fine fu pubblicato nel 1970. Il libro di Wroth ha utilizzato e stampato la traduzione del 1956 del Codice.
La fiducia che gli storici del periodo hanno talvolta riposto su di esso, Seymour I. Schwartz, per esempio, lo ha descritto come avente una "posizione nucleare" negli studiosi del XX secolo, è stata criticata in alcuni ambienti. Uno studioso italiano moderno, Luca Codignola, ha attribuito questo fenomeno alla scarsità di fonti contemporanee diverse dal Codice, e ha condannato quella che identifica come una tendenza a prendere il manoscritto "al valore nominale", trattandolo come "una sorta di enciclopedia del XVI secolo".
Gli studiosi erano già a conoscenza dell'esistenza di altre due copie della lettera di Verrazzano, sebbene il Codice sia generalmente considerato la versione di migliore qualità; Le altre due sono il manoscritto Ottobonario 22012 nella Biblioteca Vaticana, e il Codice Magliabechiano, Miscellanea XIII, 89 presso la Biblioteca di Firenze. Il fiorentino è stato descritto come "una pessima copia di un testo atroce“. Il manoscritto latino è pieno di latinismi e infiltrazioni di toscano, vi compaiono spesso parole senza senso e alcune frasi non hanno inizio nè fine e spesso si perdono di vista i significati". Del manoscritto fiorentino esiste anche una copia frammentaria, etichettata come il frammento del Cimento (perché conservato presso l'Accademia del cimento). I.N.P. Stokes, come parte dei suoi sei volumi, The Iconography of Manhattan Island, descrisse il Codice come "un'esatta e completa incarnazione della famosa lettera perduta di Verrazzano" al re. Inoltre, era "uno dei documenti più importanti sulla topografia della costa nord-orientale" degli Stati Uniti, in particolare l'isola di Manhattan, che era rimasta sconosciuta fino all'arrivo di Verrazzano.
È stato definito il "più significativo" e il "documento definitivo" del viaggio di Verrazano per il suo carattere "semi-autobiografico". Il Codice di Cellere fu scritto prima che Verrazano inviasse al suo Re, Francesco I, un rapporto ufficiale, ma dopo che era tornato dal Nuovo Mondo. Verrazzano dedicò circa un terzo del Codice agli indigeni che aveva trovato nel nuovo continente, specialmente al loro aspetto, ai costumi e alla società. Altre aree di particolare interesse erano la descrizione del paesaggio, compreso il clima e la vegetazione. Nelle sue varie forme è l'unica fonte primaria in possesso degli storici, sulla navigazione di Verrazzano del 1524 nel nord-est, e lo storico americano Lawrence C. Wroth lo definì "la prima indagine geografica, topologica ed etnologica" che si estende da Terranova alla Florida. In effetti, il grado in cui gli storici hanno fatto affidamento sul Codice per informarli in modo probante su argomenti diversi come flora, fauna, navigazione, modelli di vegetazione, relazioni aborigene, cibo autoctono ("molto salutare"), e barche autoctone ("un solo tronco" che trasportavano da 10 a 15 uomini, lunghe da 6 a 9 metri) è molto vario.

### Descrizione
Tutte e tre le copie sopravvissute della lettera di Verrazzano sembrano essere basate su tre originali separati. Il Codice fu intitolato Discorso sulle Indie quando fu trascritto per la prima volta per il pubblico consumo da Giovanni Ramusio, il "cosmografo ufficiale della Repubblica di Venezia". Si compone di 12 fogli numerati di carta italiana, con testo su entrambi i lati, e misura 29 x 22 cm. È scritto nella grafia corsiva di corte dell'epoca, probabilmente quella di un segretario. È copiosamente annotato con marginalia, almeno 26 volte, con una mano diversa, più frettolosa. Ciò ha lasciato macchie di inchiostro e cancellature sulle pagine.
La scrittura di Verrazzano nel Codice è stata interpretata in modi diversi. Due studiosi recenti hanno elogiato la prosa di Verrazzano. John Allen ha definito "liriche" le descrizioni del paesaggio di Verrazzano, mentre Theodore Cachey lo ha descritto come se osservasse l'espansione territoriale francese "attraverso la lente del Rinascimento... era una lingua e una letteratura cortese eclettica". Margaret Eisendrath, invece, ha evidenziato il "distacco" dell'autore dal suo soggetto. Lo nota in particolare nella descrizione del loro rapimento fallito di una giovane donna e del rapimento riuscito di un ragazzo: "ciò che colpisce di più in questa descrizione", suggerisce, "è il modo in cui trasmette il terrore degli indigeni nello stesso tono con cui loda la ricchezza materiale del luogo».
Un facsimile fotografico del documento originale fu creato e pubblicato nel 1916 da Phelps Stokes, e questo fu accompagnato da una traduzione del Codice di Edward Hagaman Hall. Il Codice Cellere è ora conservato dalla Morgan Library and Museum, a Manhattan, con il numero di catalogo MS MA 776.

### Descrizione del viaggio
Il Codice afferma, proprio all'inizio, come le istruzioni di re Francesco fossero di "scoprire nuove terre" e soprattutto una nuova rotta per il Catai. Inizia descrivendo la partenza di Verrazzano dalla Francia con quattro navi, di cui due perse quasi subito a causa di una tempesta. Le altre due, Le Dauphine e Le Normandie dovettero tornare in Bretagna, dove, "dopo un breve periodo di interferenza con la navigazione spagnola" al largo della costa, La Dauphine salpò da sola verso Madera. Verrazzano partì, "in gran segreto", da Porto Santo, nell'estremo ovest dell'isola, il 17 gennaio 1524. Da qualche parte nell'Atlantico incontrò una violenta tempesta che imperversò per sedici ore. Verrazzano attribuì la sopravvivenza della nave all'intervento divino e alla propria navigabilità. Viaggiò verso ovest lungo il 32º parallelo (circa 240 km a nord della rotta di Colombo) e alla fine, avvistando "una nuova terra mai vista prima da nessuno", approdò a Cape Fear. Il Codice descrive come navigò per 256 km a sud della Florida in cerca di un porto. Non trovandone alcuno, tornò a Cape Fear e sbarcò, facendo i primi passi nel nuovo continente. Pochi giorni dopo  La Dauphine salpò di nuovo, questa volta verso nord-est, sempre in vista della costa, passando per la Carolina del Nord e la Georgia. Questa zona Verrazzano denominò Selva di Lauri e Campo di Cedri, ovvero Bosco degli allori e Campo dei cedri. Passò poi Virginia, Maryland, Delaware, New Jersey, "su un mare caratterizzato da onde enormi", dove registrò di aver visto Navesink Highlands, che chiamò "piccola montagna nel mare". Successivamente giunse a New York (che chiamò Nova Gallia, in latino per Nuova Francia) e alle coste del Rhode Island. Qui "mise da parte temporaneamente la sua pratica prudente di gettare sempre l'ancora al largo in acque aperte" e navigò dritto in quella che probabilmente era la baia di Narragansett. Qui notò la sua buona posizione difensiva e il potenziale che possedeva per le fortificazioni costiere. Descrisse Staten Island e Brooklyn come "due piccole ma prominenti colline... [su entrambi i lati] di un fiume molto ampio". La Dauphine seguì quindi la costa del New England, dove a Casco Bay, nel Maine, incontrò per la prima volta i nativi che erano ormai esperti nel commercio con gli europei. Il Codice rivela la disapprovazione di Verrazzano per le cattive maniere di questi indigeni, per come le vedeva lui, perché spesso "esibivano le loro natiche nude e ridevano smodatamente".

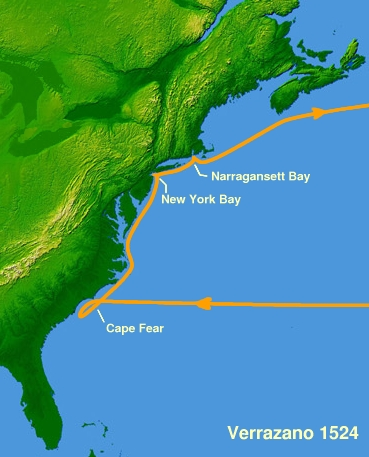
La rotta di Verrazzano nel 1524

Da lì viaggiò fino in Nuova Scozia e Terranova (che il Codice chiama "Bacalaia"). La Dauphine tornò a Dieppe all'inizio di luglio 1524. Tuttavia, Codignola osserva che sebbene la maggior parte dei luoghi possa essere generalmente identificata, la narrazione del viaggio "è nella migliore delle ipotesi vaga", e vi sono alcune aree, come la baia di Chesapeake e la baia di Fundy, che, è stato affermato, non avrebbe potuto mancare, ma non sono state affatto menzionate. Chesapeake Bay, è stato notato, è larga 17,8 km ma "inspiegabilmente (considerando la sua ricerca di un passaggio attraverso le Americhe) non vi entrò". Se, tuttavia, Verrazzano mancò davvero di avvistare questi luoghi, può significare che la sua attenzione per la terra generalmente era distratta, forse da condizioni meteorologiche sempre più avverse; Verrazzano descrisse "il tempo contrario" come motivo per non aver potuto sbarcare su un'isola poco più avanti nel viaggio.
Verrazzano navigò alla foce del fiume Delaware e la chiamò "Vandoma"; non descrisse, come dice Phelps Stokes, il fiume Hudson, citandolo semplicemente come "un grosso fiume". Citò Martha's Vineyard come "Aloysia". Il Codice è anche l'unica versione della lettera di Verrazzano che contiene un riferimento al, "falso mare" (immaginario)—istmo di Verrazzano, che non è menzionato in nessun'altra mappa contemporanea del suo viaggio. anche se successivamente apparirà in molte carte, a cominciare da quelle di Vesconte Maggiolo. 
Viene descritto nel Codice come "un istmo largo 1,6 km e lungo circa 320 km" (e che Verrazano annota essere così lungo che potevano "vedere il mare orientale dalla nave", ad esempio, l'oceano Pacifico), e che pensavano si estendesse "attorno alla punta dell'India, della Cina e del Catai". Questo è stato definito "uno degli errori più famosi nella prima cartografia". È stato suggerito che l'errore di Verrazzano derivasse dalla distanza dalla quale si teneva dalla riva, che lo portò a non essere in grado di vedere quella che sembrava essere una cresta con acqua ma nessuna terra immediatamente al di là di essa. L'accademico americano Thomas Suarez ha considerato la reazione di Verrazzano alla scoperta del presunto istmo come "bizzarra": "dopo aver affermato di aver portato alla luce il 'Santo Graal' dei navigatori, a quanto pare Verrazzano non ha fatto alcun tentativo di attraversare l'istmo, né a terra né attraverso nessuna delle insenature da lui riportate, insenature che una delle sue scialuppe avrebbe avuto poca difficoltà a navigare. Né sembra che Verrazzano abbia tentato di tornare al suo promettente istmo", tanto più che gli sarebbe stato impossibile non aver visto le lagune da cui sgorgava acqua dolce, e che, quindi, avrebbero potuto teoricamente fornire il passaggio verso ovest che stava cercando. Percorrendo circa 256 km verso nord, Verrazzano inviò una squadra di sbarco a terra intorno a quella che oggi è la contea di Worchester nel Maryland, o la contea di Accomack in Virginia. Per quella che chiamò la "bellezza degli alberi", descrivendo la costa come "molto verde e boscosa, ma senza porti", la chiamò Arcadia. Mentre erano a terra, i francesi rapirono un ragazzo indigeno. Proseguendo per altri 540 km a nord La Dauphine giunse a Sandy Hook, nel New Jersey. Ben presto giunsero a "un ampio fiume tra due colline prominenti e presero una piccola barca a monte del fiume in una terra densamente popolata. A quel punto, il fiume si allargò fino a diventare un lago". Verrazzano chiamò una delle vette "Angoleme" (re Francesco era stato conte di Angouleme prima di salire al trono nel 1515) e l'altra la chiamò "Santa Margherita", in onore della sorella del re, Margherita di Valois. Chiamò altri promontori in onore di membri della nobiltà francese come il Duca d'Alençon, il signore di Bonnivet], il Duca di Vendôme e il Conte di St-Pol. Verrazzano e il suo equipaggio avevano scoperto il porto di New York. Gettarono l'ancora a quello che ora è chiamato The Narrows, da cui è stato chiamato il ponte di Verrazzano. Il lago che vide era in realtà Upper New York Bay, ma non risalì il fiume abbastanza perché questo diventasse evidente. Descrisse i numerosi abitanti come "vestiti di piume d'uccello di vari colori, e venivano verso di noi con gioia emettendo forti grida di meraviglia". È probabile che Verrazzano sarebbe rimasto più a lungo, ma scoppiò una tempesta nel porto e dopo solo un giorno La Dauphine fu costretta a ritirarsi in alto mare, e a quel punto Verrazzano decise di continuare la sua navigazione verso nord: "con nostro grande dispiacere", scrisse Verrazzano, in quanto la regione fosse "non priva di cose di valore". Verrazzano prosegui per Rhode Island, dove si fermò a Newport, per poi navigare per altri 720 km, fino a Cape Cod. Questa era una regione particolarmente pericolosa per gli esploratori e Schwartz nota l'ironia nel nominare l'area da parte di Verrazzano in onore del "funzionario pontificio a lui molto antipatico", Francesco Armellini. L'ultima tappa del viaggio lo portò a Terranova, o quella che definì "la terra che un tempo trovarono i Britanni, che giace a 50 gradi" ovvero Cape Breton e la Nuova Scozia.

## Conseguenze
L'immediata risposta pubblica al ritorno di Verrazzano in Francia, nel 1525, sembra essere stata che il suo viaggio era stato un fallimento e quanto di più prezioso da lui portato era "il bottino costituito dalle patate dolci il cui colore, si sperava, potesse essere considerato una prova di depositi di rame". Verrazzano probabilmente intendeva tornare per esplorare ulteriormente la costa orientale, ma quando tornò in Francia la situazione politica era cambiata drasticamente. Le fortune francesi stavano cadendo nelle guerre italiane, e Francesco I, già a 160 km a sud di Dieppe, a Blois, si stava recando personalmente lì per supervisionare una rinnovata campagna. Verrazzano inviò un rapporto da Dieppe. Knecht ipotizza che il re potrebbe non aver trovato il tempo per leggere il rapporto di Verrazano, o di incontrare il navigatore a Lione (dove il re era arrivato il 7 agosto). Anzi, potrebbe non averlo nemmeno ricevuto; Samuel Morison ha notato come anche il rapporto dell'illustre predecessore di Verrazzano, Colombo, non fosse garantito arrivare senza che ne fossero inviate più copie: "Fu inviato o presentato di persona da Colombo ai sovrani a Barcellona, dove senza dubbio trovò la sua strada negli archivi reali in continuo movimento, e così fu perso o gettato via. Fortunatamente, erano state realizzate una o più belle copie dopo che il diario fu ricevuto a Barcellona". Allo stesso modo, non è sopravvissuto nessuno dei rapporti di Hernán Cortés, del 1519 o del 1526, all'Imperatore Carlo V, ma il loro contenuto è noto per le copie fatte subito dopo il ricevimento.
Wroth rileva anche altri fattori che potrebbero aver diminuito l'interesse immediato di Francesco I per il rapporto di Verrazzano: oltre ai rapidi movimenti della casa reale e ai preparativi militari, la moglie di Francesco, la regina Claudia, era morta a Blois il 27 luglio.
Sebbene il re avesse lasciato a Verrazzano l'incarico di allestire una nuova spedizione (di quattro navi), non appena questa fu completata, le navi furono requisite per lo sforzo bellico di Francesco. Verrazzano potrebbe aver tentato di trovare un altro mecenate nel re d'Inghilterra o in Portogallo. Pertanto costituì una società con l'ammiraglio Chabot e Jean Ango per recarsi alle Isole delle Spezie attraverso il Capo di Buona Speranza, ma sebbene la sua flotta di tre navi aveva lasciato la Francia nel 1537, il tempo era così brutto da costringerlo a tornare in Francia entro il mese di settembre. Successivamente fu incaricato da Chabot di cercare "un grande fiume sulla costa del Brasile" in un altro tentativo di cercare un passaggio per il Pacifico. Questo viaggio doveva essere l'ultimo di Verrazzano; fu ucciso e mangiato da qualche parte nei Caraibi e le sue navi tornarono in Francia senza di lui.

## Significato storico

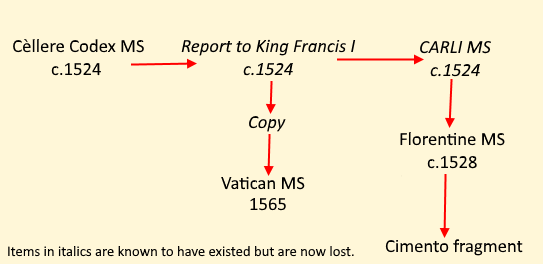
Diagramma che mostra la posizione relativa delle diverse copie manoscritte della lettera di Verrazzano

Verrazzano fu il primo e unico navigatore europeo ad esplorare "sistematicamente", e intenzionalmente, la costa orientale del Nuovo Mondo. L'aspetto più importante del viaggio descritto da Verrazzano nel Codice, ai suoi contemporanei, era che aveva smentito le conoscenze tramandate dagli antichi, i quali avevano insegnato che l'Atlantico toccava sia l'Europa che l'Asia senza nulla in mezzo. Non lo fece deliberatamente; Wroth sottolinea che "il credere di Verrazzano a un passaggio aperto verso l'Asia nacque dalla fiducia ereditata" nei primi scrittori, "in particolare Aristotele". Lo stesso Verrazzano fu persuaso del contrario, e riferì che "il Nuovo Mondo che sopra ho descritto non è attiguo all'Asia o all'Africa (che so essere una certezza)". Il Codice è, continua Verrazzano, "il più accurato e il più prezioso di tutti i primi viaggi costieri che ci siano pervenuti". Condusse anche alla creazione di quella che sarebbe stata la mappa definitiva del mondo, la mappa di Gerolamo del 1529 e la mappa di Lok del 1582. Robertus de Bailly utilizzò la mappa di Gerolamo come base per il suo globo del 1530, e tutte includevano l'istmo immaginario di Verrazzano. Il viaggio di Verrazzano, con tutti i suoi errori descrittivi e cartografici, era ancora importante sia per gli esploratori che per i cartografi, poiché colmava efficacemente un divario tra ciò che gli spagnoli avevano scoperto al sud e gli inglesi verso il Canada. Il rapporto del Codice, dopo essere stato diffuso nelle comunità di navigazione e cartografica, "rafforzò la convinzione crescente tra i migliori geografi inglesi e francesi che il Nord America fosse un continente separato", e che una solida massa di terra collegasse La Florida degli spagnoli a Terranova nel nord. Verrazzano fornì anche la provenienza e la giustificazione delle attività francesi nelle Americhe: fino alla fine del secolo la diplomazia francese difese le varie azioni dei marinai francesi, fossero essi corsari o pescatori, con riferimento al viaggio del 1524.
Fino alla scoperta del Codice, gli storici del XIX secolo non avevano prove che Verrazzano avesse mai compiuto il suo viaggio nel 1524, poiché non si trovavano altre registrazioni né negli archivi francesi né in quelli italiani. Fino ad allora, c'era qualche dubbio, tra gli studiosi, sul fatto che il suo viaggio fosse veramente avvenuto. L'antiquario del XIX secolo, Buckingham Smith, denunciò l'intero viaggio come "un'invenzione", e H.C. Murphy "plausibilmente sostenne" che non solo Verrazzano non aveva mai raggiunto l'America, ma che la lettera dell'8 luglio 1524 non era nemmeno sua. Credevano, invece, che Verrazzano fosse un corsaro di nome Jean Florin ("il fiorentino"). Questa disputa storiografica era nota come "controversia di Verrazzano". Si riteneva quanto meno possibile che la lettera di Verrazzano fosse un inganno e che aveva avuto la partecipazione attiva del re Francesco I. L'intenzione di Francesco, è stato suggerito, era di permettergli di rivendicare il paese senza la necessità di finanziare una costosa esplorazione. L'American Antiquarian Society, ad esempio, affermò nella sua assemblea generale del 1876, che "non sembra ancora essere giunto il momento in cui questa società dovrebbe tentare una decisione giudiziaria sulle affermazioni fatte a nome di John Verrazzano alla distinzione di essere lo scopritore di gran parte della costa nordamericana”. In risposta, The Nation scrisse, lo stesso anno, che la polemica non poteva essere chiusa, perché c'erano ancora "archivi da consultare, documenti da confrontare, dichiarazioni da verificare o impugnare", e che suggerimenti che Verrazzano non aveva fatto i viaggi come affermato erano basati esclusivamente su ipotesi dei suoi critici. Lo studioso cartografico francese Marcel Destombes osservò che, alla luce degli studiosi moderni, le critiche di Smith e Murphy, "i cui libri ora nessuno legge", sono state scontate e il Codice è considerato solo l'ultimo e il miglior elemento di prova per la navigazione di Verrazzano del 1524, per la quale le prove erano già solide.